# Mihhail Kõlvart
Mihhail Kõlvart (Qyzylorda, 24 novembre 1977) è un politico estone di origini coreane, leader del Partito di Centro Estone dal 10 settembre 2023 e Sindaco di Tallinn dall'11 aprile 2019 al 26 marzo 2024.

## Biografia

### Primi anni
È nato a Qyzylorda, nella Repubblica Socialista Sovietica Kazaka, il 24 novembre 1977 da Ülo Kõlvart, estone fondatore e primo presidente dell'Associazione Nazionale di Taekwondo, e Liidia Kõlvart nata Shek, maestra di origini cinesi-coreane; i due si erano conosciuti mentre studiavano presso l'Università statale di Mosca. All'età di tre anni la famiglia si trasferì nella Repubblica Socialista Sovietica Estone.
È cresciuto a Tallinn dove ha studiato giurisprudenza presso l'Università internazionale di scienze sociali applicati LEX e poi diritto commerciale presso il Collegio I Studium.

### Carriera sportiva
Seguì le orme del padre nello sport praticando pugilato, kickboxing e taekwondo, nel quale è cintura nera in 5º dan. Nel 1993 ha iniziato a lavorare come allenatore di taekwondo, venendo eletto nel 1996 come presidente dell'Associazione Nazionale di Taekwondo. Nel 2016 è divenuto membro del comitato esecutivo del Comitato Olimpico Estone per poi diventare nel 2017 presidente della Federazione Estone di Taekwondo.

### Carriera politica
Nel 1998 entrò a far parte del partito Moderati (poi confluito nel Partito Socialdemocratico) e vi rimase fino alla fine del 2008. Successivamente nel 2009 è entrato nel Partito di Centro Estone e nello stesso anno è stato eletto al consiglio comunale di Tallinn.
Alle elezioni parlamentari del 2011 fu eletto al Riigikogu ma dovette dimettersi poco dopo in quanto nominato Vicesindaco di Tallinn. Rieletto più volte al consiglio comunale ha presieduto la stessa assemblea dal 2017 al 2019. Proprio nel 2019 in seguito alle dimissioni di Taavi Aas, divenuto membro del parlamento, fu eletto sindaco dal consiglio comunale, venendo riconfermato con le elezioni municipali del 2021.
Nel 2023 è stato eletto leader del Partito di Centro Estone durante il congresso straordinario di Paide mentre il 26 marzo 2024 il consiglio comunale di Tallinn non ha rinnovato la sua fiducia in seguito al passaggio dei Socialdemocratici all'opposizione, provocando la sua decadenza dalla carica di sindaco della capitale estone.